# Blas Videla
Blas Videla (San Luis, ca. 1785 - Mendoza, 28 de marzo de 1831) fue un militar argentino, líder del partido unitario en la provincia de San Luis.

## Biografía
De una familia de comerciantes y hacendados, en 1803 se incorporó como teniente del regimiento de milicias voluntarias de caballería de su provincia. En 1806 marchó a Buenos Aires con las tropas del virrey Rafael de Sobremonte a enfrentar las Invasiones Inglesas; aunque llegó tarde a la Reconquista de Buenos Aires, combatió al año siguiente en la Defensa de la ciudad.
En 1810 apoyó con la fuerza militar de su mando el pronunciamiento del cabildo puntano a favor de la Revolución de Mayo. Dirigió un contingente de 225 soldados puntanos, con los que se incorporó al Ejército del Norte; participó en las batallas de Tucumán, Salta y Vilcapugio. Al parecer fue herido en esa batalla, porque no participó en el resto de las acciones del Ejército del Norte y regresó a San Luis.
Se incorporó al Ejército de los Andes, pero no participó en la campaña a Chile, ya que fue afectado a la defensa de la frontera contra los indígenas ranqueles. En 1819 participó en la represión del motín de los oficiales realistas.
Siguió por muchos años prestando servicios en la frontera; tuvo una actuación destacada contra una invasión en 1822, y al año siguiente se internó en el desierto para informarse del estado de las fuerzas indígenas de las parcialidades ranquel y pehuenche.
Participó en la revolución unitaria de 1829, y cuando esta fue derrotada se retiró a Córdoba, bajo la protección del coronel Echeverría. Regresó en 1830, después de haber participado en la batalla de Oncativo, y apoyó los gobiernos de sus hermanos Ignacio y Luis Videla. A principios de 1831 combatió contra Facundo Quiroga en el Río Quinto a órdenes del coronel Juan Pascual Pringles. Se retiró al frente de sus fuerzas hasta la provincia de Mendoza, donde se incorporó al ejército de José Videla Castillo, que enfrentó a Quiroga en la batalla de Rodeo de Chacón. Tras la batalla huyó hacia el sur y fue tomado prisionero. Otros prisioneros lo acusaron de haber intentado recobrar la libertad acusando a sus compañeros y pasándose a las filas federales, pero en todo caso permaneció en prisión.
Pocas semanas después, a mediados de marzo, Quiroga recibió la noticia del asesinato de su amigo José Benito Villafañe, que regresaba de Chile, y decidió tomarse venganza: ordenó la ejecución de 26 oficiales, casi todos ellos prisioneros de Río Cuarto o de Rodeo de Chacón. Entre ellos estaba Blas Videla.
Fue el abuelo del gobernador puntano Jacinto Videla Poblet quien gobernó la provincia de San Luis desde el 7 de mayo de 1891 hasta el 30 de julio de 1893 y fue derrocado por la revolución radical dirigida por su primo Teófilo Saá (único gobierno radical que gobernó San Luis). A Su vez, Jacinto Videla fue abuelo del dictador Jorge Rafael Videla.